# Philipp Hieronymus Brinckmann

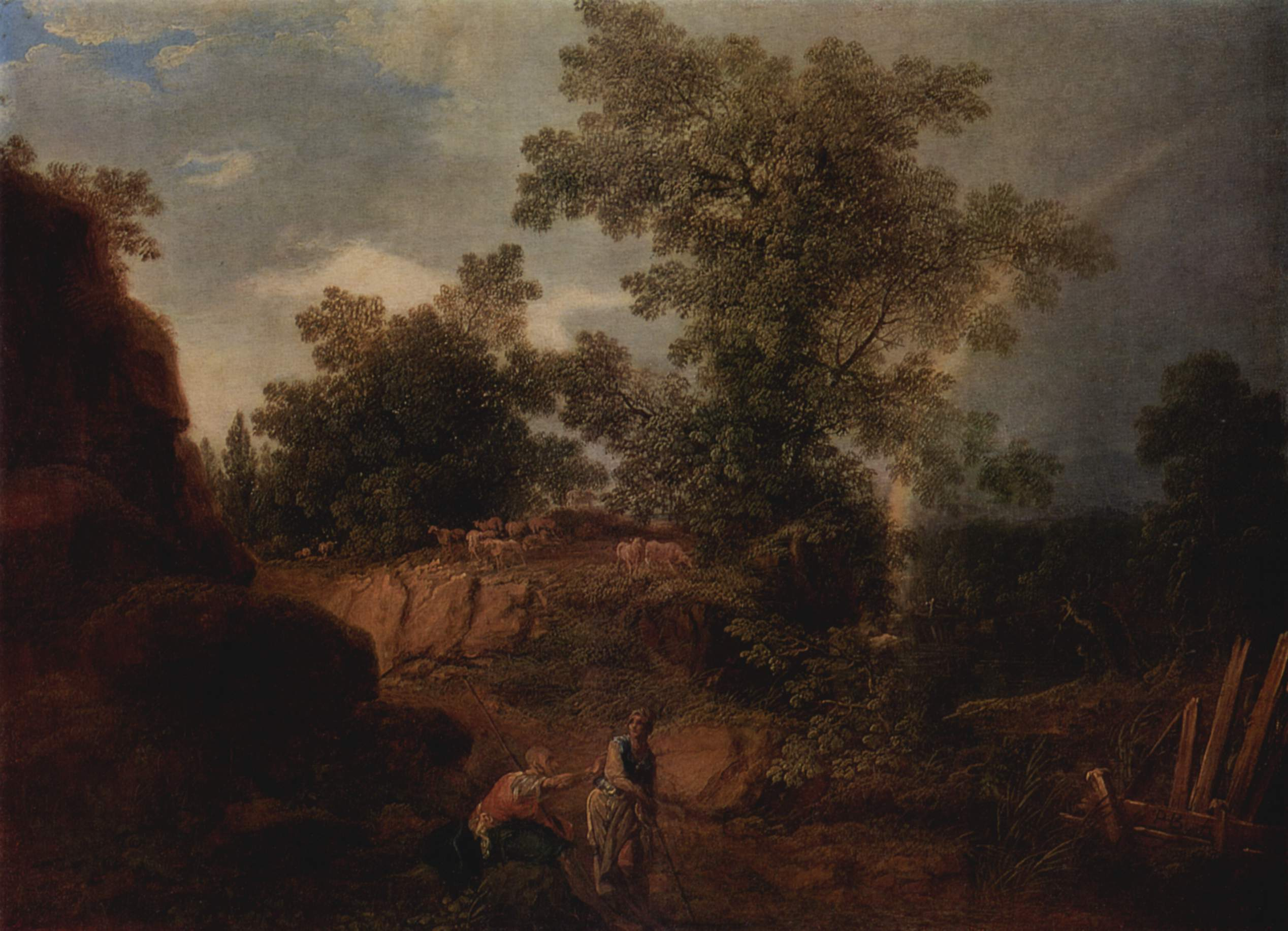
Paesaggio con arcobaleno

Philipp Hieronymus Brinckmann (Spira, 1709 – Mannheim, 21 dicembre 1760) è stato un incisore e pittore tedesco.

## Biografia
Allievo di Johann Georg Dathan a Spira, fu pittore di corte a Mannheim dal 1733 fino alla morte, direttore della galleria dal 1755 e consigliere della corona dal 1757. Nel 1745 fece un viaggio in Svizzera, i cui paesaggi influenzarono le sue opere successive. Nel 1760 Johann Georg Wille, che in quel periodo lavorava a Parigi, eseguì incisioni a partire dai suoi dipinti.
Brinckmann dipinse principalmente paesaggi, ma anche soggetti storici e religiosi, come obbligato dal suo ruolo di pittore di corte, e ritratti. Delle sue realizzazioni a tema religioso non rimangono che alcuni affreschi, sia a soffitto (biblioteca dell'Elettrice Elisabetta Augusta nel castello di Mannheim), che come decorazioni negli spazi tra gli archi (Quattro cantoni del mondo nell'antica chiesa gesuita dei Santi Ignazio e Francesco Saverio a Mannheim). Realizzò anche incisioni in uno stile vivace ed espressivo.
Le sue opere più tarde presentano reminiscenze di Rembrandt, principalmente quelle di soggetto storico. Subì l'influenza di Christian Hilfgott Brand, in particolare nell'esecuzione di paesaggi, e di Philips Wouwerman. Era un attento osservatore della natura ed eccelleva nella raffigurazione dei fiori.
Eseguirono incisioni da sue opere Christian von Mechel, John Boydel, Elliot e Wollet.
Si formò alla sua scuola Johann Conrad Seekatz.

## Alcune opere
- Paesaggio con arcobaleno, olio su tela, 23,2 × 31 cm, 1750 circa, Museo dell'Ermitage, San Pietroburgo
- Paesaggio, olio su tavola, 23 × 31,3 cm, 1750 circa, Museo dell'Ermitage, San Pietroburgo[4]
- Africa, affresco, antica chiesa gesuita dei Santi Ignazio e Francesco Saverio, Mannheim[5]
- Europa, affresco, antica chiesa gesuita dei Santi Ignazio e Francesco Saverio, Mannheim[6]
- America, affresco, antica chiesa gesuita dei Santi Ignazio e Francesco Saverio, Mannheim[7]
- Asia, affresco, antica chiesa gesuita dei Santi Ignazio e Francesco Saverio, Mannheim[8]
- La strada nella foresta, 1740[9]
- Il ponte[9]
- Doppia cascata[9]